# آمیروکا
آمیروکا (نام علمی: Psychotria carthagenensis) نام یک گونه از تیره روناسیان است.